# مقاطعة لين-فيرو
مقاطعة لين-فيرو (بالإنجليزية: Lääne-Viru County)‏ هي مقاطعة في إستونيا، تتبع إستونيا، بلغ عدد سكانها 59٬583  نسمة، في 1 يناير 2014، عاصمتها راكفير، تبلغ مساحتها 3٬465 كيلومتر مربع.

## الموقع
تشترك في الحدود مع:
- مقاطعة إيدا فيرو
- مقاطعة يارفا
- مقاطعة يوجيفا
- مقاطعة هاريو.

## مدن توأم
المدن التوأم:
- Jönköping Municipality [الإنجليزية]‏.